# The Crooked Circle
The Crooked Circle è un film del 1932 diretto da H. Bruce Humberstone.

## Produzione
Il film fu prodotto dalla Sono Art-World Wide Pictures.

## Distribuzione
Distribuito dalla Sono Art-World Wide Pictures, il film - presentato da E.W. Hammons - uscì nelle sale cinematografiche statunitensi il 25 settembre 1932.
Nel 1933, è stato il primo film visto in televisione: il Don Lee Broadcasting System lo ha trasmesso il 10 marzo 1933 sulla W6XAO, una stazione sperimentale con una risoluzione dell'immagine a ottanta linee.
Il film non è mai stato distribuito in Italia.